# هنری شارپ
هنری شارپ (انگلیسی: Henry Sharp؛ ۱۳ مه ۱۸۹۲ – ۶ اوت ۱۹۶۶) فیلم‌بردار اهل ایالات متحده آمریکا بود.
از فیلم‌هایی که وی در آن‌ها نقش داشته است، می‌توان به  نقاب آهنین، جزر و مد، فردا، دنیا!، وزارت ترس، دکتر سایکلاپس و عشق برادرانه اشاره نمود.